# Conga (Lied)
Conga! ist ein Lied von Miami Sound Machine aus dem Jahr 1985, das von Enrique E. Garcia geschrieben und von Emilio Estefan Jr. produziert wurde. Es erschien auf dem Album Primitive Love.

## Geschichte
Die Veröffentlichung fand am 25. Juni 1985 statt, in Kanada wurde der Song ein Nummer-eins-Hit. Auch außerhalb der Vereinigten Staaten wurde er in den Niederlanden (Platz zwei), Schweden (Platz 18) und Neuseeland (Platz zwei) nach Dr. Beat ein voller Erfolg. Aufgrund von 500.000 verkauften Exemplaren zeichnete die Recording Industry Association of America das Lied mit der Goldenen Schallplatte aus.
In Filmen wie The Birdcage – Ein Paradies für schrille Vögel, Gnadenlos schön und Nach 7 Tagen – Ausgeflittert konnte man den Song hören. Ebenfalls konnte man Conga! in der Episode „Geschichten von Interesse II“ von Futurama hören.

## Musikvideo
Das Musikvideo wurde in einem Restaurant gedreht, in dem die Band das Lied vor den Kunden als Publikum darbietet.

## Kommerzieller Erfolg

### Chartplatzierungen
| ChartsChartplatzierungen       | Höchstplatzierung | Wochen |
| ------------------------------ | ----------------- | ------ |
| Schweiz (IFPI)                 | 16 (7 Wo.)        | 7      |
| Vereinigte Staaten (Billboard) | 10 (27 Wo.)       | 27     |
| Vereinigtes Königreich (OCC)   | 79 (3 Wo.)        | 3      |

| ChartsJahrescharts (1986)      | Platzierung |
| ------------------------------ | ----------- |
| Vereinigte Staaten (Billboard) | 40          |

### Auszeichnungen für Musikverkäufe
| Land/Region                  | Auszeichnungen für Musikverkäufe (Land/Region, Auszeichnung, Verkäufe) | Verkäufe  |
| ---------------------------- | ---------------------------------------------------------------------- | --------- |
| Kanada (MC)                  | Gold                                                                   | 50.000    |
| Neuseeland (RMNZ)            | Gold                                                                   | 15.000    |
| Vereinigte Staaten (RIAA)    | Gold                                                                   | 500.000   |
| Vereinigte Staaten (RIAA)    | 2× Diamant + Platin (Latin)                                            | 1.260.000 |
| Vereinigtes Königreich (BPI) | Silber                                                                 | 200.000   |
| Insgesamt                    | 1× Silber · 3× Gold · 1× Platin · 2× Diamant ·                         | 1.525.000 |

Hauptartikel: Gloria Estefan/Auszeichnungen für Musikverkäufe

## Coverversionen
- 1998: Will Smith (Miami (Miami Mix))
- 1999: Funky Diamonds
- 2002: Trina (Get This Money)
- 2005: MC Bogy (Gang Bang Hymne)
- 2006: Xandee